# إينوتوزوماب أوزوغاميسين
إينوتوزوماب أوزوغاميسين يتكون من جسم مضاد وحيد النسيلة هو إينوتوزوماب يرتبط بدواء سام للخلايا هو أوزوغاميسين وهو من مجموعة كاليتشياميسين، ويستخدم لعلاج السرطان.
طورت وايث (جزء من فايزر حاليا) ويو سي بي إينوتوزوماب أوزوغاميسين.
ظهرت العديد التجارب السريرية على الدواء، بضمنها تجربتان سريريتان لاستخدامه في علاج اللمفومة لاهودجكينية. ألغيت المرحلة الثالثة من التجارب السريرية بسبب ضعف التسجيل.
هنالك دراسات حول استعماله في علاج ابيضاض الدم الليمفاوي الحاد. وفي 30 يونيو 2017، حصل على ترخيص وكالة الأدوية الأوروبية لتسويقه في الاتحاد الأوروبي ليستعمل في علاج هذا المرض.